# Guy von Dardel
Pour les articles homonymes, voir Dardel.
Guy von Dardel (26 août 1919 – 28 août 2009) est un physicien suédois membre du CERN, dont les travaux portaient sur la physique des particules. Il est aussi connu pour la recherche menée afin de déterminer les circonstances de la disparition de son demi-frère, le diplomate Raoul Wallenberg, à la fin de la Seconde Guerre mondiale.

## Travaux scientifiques
Il intègre l’Organisation européenne pour la recherche nucléaire (CERN) à la création du Laboratoire, en 1954. Titulaire à temps plein jusqu'en 1964, il a réalisé un certain nombre d'expériences et travaillé sur les développements techniques. Il s'est consacré notamment à la première prise de mesure de la durée de vie d'un « pion neutre ». En 1964, il fut nommé à l'Université de Lund en Suède, où il deviendra professeur en 1965, puis directeur de l'accélérateur à électrons de 1,2 GeV.
À la fin des années 1960, il a mené au PS du CERN une expérience destinée à mesurer les désintégrations. Puis, au début des années 1970, il a fait participer le groupe de Lund à une série d'expériences auprès des anneaux de stockage à intersections (ISR), où il a mesuré la production de différents types de particules.
Il a participé notamment à une série d'expériences ayant pour objectif d'observer la production en abondance de particules à grande impulsion transversale, phénomène qu'il expliqua par la sous-structure des protons en collision.
Guy von Dardel fut président du Comité européen sur les futurs accélérateurs (ECFA) de 1976 à 1977. Au cours de cette période, il contribua à lancer les premières préparations du grand collisionneur électron-positron (LEP). Il prit ensuite part à l'expérience de L3 au LEP.
Au milieu des années 1980, il réalisa, aux côtés de James Cronin, une nouvelle version de l'expérience permettant de mesurer la durée de vie du pion neutre. Le résultat obtenu confirmait les conclusions de la première expérience, mais avec une précision supérieure d'un ordre de grandeur.
En tant que scientifique, Guy von Dardel était connu pour ses nombreuses idées, tant pour les expériences de physique que pour l'instrumentation. Il était également brillant lorsqu'il s'agissait de fournir rapidement des estimations, ce qui est important lorsqu'on débat d'idées nouvelles. Guy von Dardel était une source d'inspiration pour tous ceux qui ont travaillé à ses côtés.

## Recherches sur le sort de Raoul Wallenberg
Son demi-frère Raoul Wallenberg disparut à la fin de la Seconde Guerre mondiale après avoir sauvé des dizaines de milliers de Juifs. Guy von Dardel fit de nombreux voyages en Union Soviétique et en Russie dans l'espoir de découvrir quel destin avait connu son frère et constitua d'importantes archives à ce sujet.